# Love Is (песня Ванессы Уильямс и Брайана Макнайта)
«Love Is» (рус. Любовь — это…) — сингл Ванессы Уильямс при участии Брайана МакНайта, записанный в 1993 году. Один из трёх синглов, выпущенных к альбому-саундтреку сериала «Беверли-Хиллз, 90210».

## Список композиций
1. «Love Is» (Radio Edit) — 4:01
2. «Love Is» (Album Version) — 4:45
3. «Love Is» (Instrumental) — 4:45

## Позиции в чартах по итогам года
Песня первоначально записывалась как саундтрек к популярным в то время сериалам «Беверли-Хиллз, 90210» и «Мелроуз Плейс». Песня очень быстро стала популярной и поднялась в итоге до 3 строчки в главном музыкальном чарте «Billboard Hot 100», а также в течение трех недель возглавляла «Hot Adult Contemporary Tracks».
Песня стала первым, и одним из самых известных хитов в то время начинающего исполнителя Брайана МакНайта и ещё одним крупным достижением Ванессы Уильямс.
| Итоговый чарт (1993)   | Позиция |
| ---------------------- | ------- |
| U.S. Billboard Hot 100 | 21      |